# Liste des rois du Kent
Vous lisez un « bon article » labellisé en 2018.

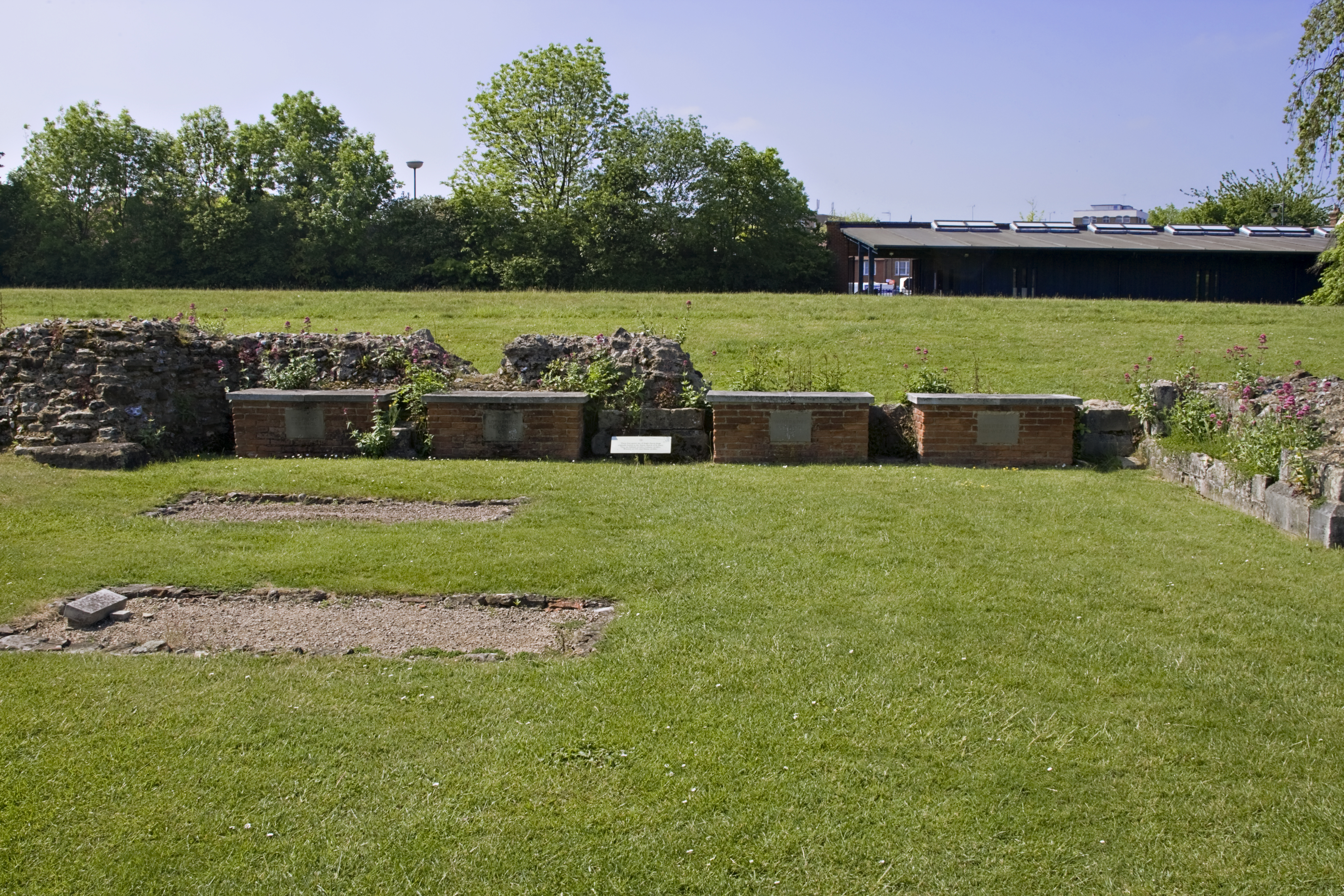
Les tombes de quatre rois du Kent à l'abbaye Saint-Augustin de Cantorbéry : Eadbald (mort en 640), Hlothhere (mort en 685), Wihtred (mort en 725) et Mul (mort en 687).

La liste des rois du Kent réunit les souverains du royaume anglo-saxon de Kent, de ses fondateurs légendaires, les frères Hengist et Horsa, qui auraient vécu au milieu du Ve siècle, jusqu'à son annexion au royaume de Wessex, au début du IXe siècle.
Grâce à l'Histoire ecclésiastique du peuple anglais de Bède le Vénérable, cette liste peut être établie avec précision jusqu'à la mort du roi Wihtred, en 725. Après cette date, l'histoire du Kent doit être reconstituée à partir de sources moins précises, comme les chartes et monnaies émises par les rois, dont la succession est par conséquent plus difficile à reconstruire, d'autant que la royauté est à cette époque régulièrement partagée entre deux monarques dont un gouverne la moitié orientale du royaume et un autre, la moitié occidentale.

## Sources

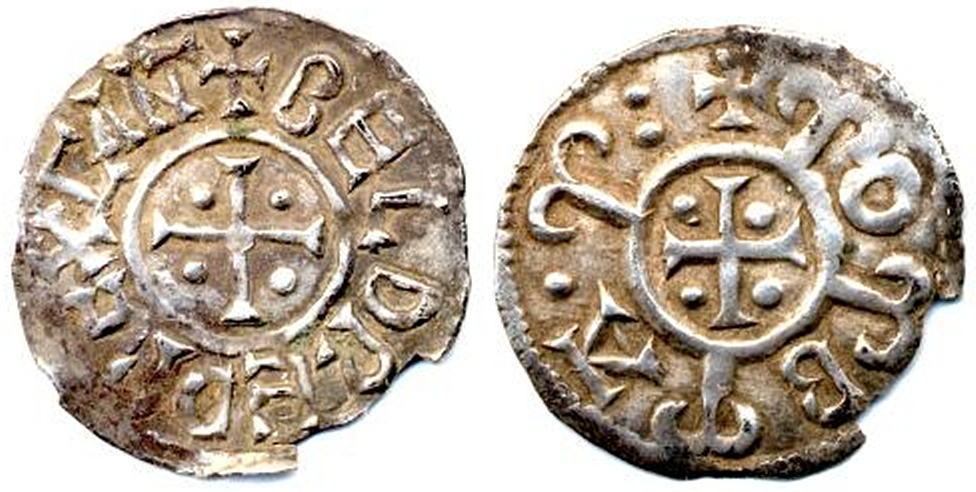
Une pièce frappée sous le règne de Baldred, dans les années 820. Ce roi est principalement connu grâce à ses émissions monétaires.

L'Histoire ecclésiastique du peuple anglais de Bède le Vénérable, achevée en 731, permet de retracer la succession des rois du Kent jusqu'à Wihtred (mort en 725). Bien qu'il vive en Northumbrie, dans le nord de l'Angleterre, Bède bénéficie d'une source d'informations locale en la personne d'Albinus, l'abbé du monastère Saint-Pierre-et-Saint-Paul de Cantorbéry. Les données généalogiques qu'il propose sont confirmées et enrichies par les manuscrits de la « Collection anglienne », des recueils de listes qui retracent l'ascendance d'Æthelberht II (mort en 762) jusqu'à Hengist et, au-delà, jusqu'au dieu Woden.
Les chartes émises par les rois du Kent constituent des sources précieuses pour la période postérieure à l'œuvre de Bède. Ces documents, conservés dans les archives des principaux monastères du royaume (Cantorbéry, Rochester, Minster-in-Thanet, Lyminge et Reculver (en)), posent néanmoins des problèmes. Elles sont souvent difficiles à dater précisément, et il n'est pas rare qu'elles aient été retouchées a posteriori pour diverses raisons. Certaines sont mêmes de complètes forgeries. La numismatique joue également un rôle important pour établir la chronologie des rois de cette période, en particulier lorsque les pièces commencent à porter les noms des rois qui les ont émises, dans la deuxième moitié du VIIIe siècle.
Il existe par ailleurs une série de textes de nature hagiographique, dont le plus ancien remonte au XIe siècle, qui s'intéresse aux tribulations de certains descendants du roi Æthelberht de Kent, en particulier leur rôle dans la fondation du monastère de Minster-in-Thanet dans la deuxième moitié du VIIe siècle. Ces textes, regroupés par les historiens sous l'appellation collective de « légende royale du Kent », s'appuient vraisemblablement sur des documents antérieurs et offrent des informations supplémentaires sur la famille royale kentique.

## La royauté du Kent

Carte du Kent à l'époque anglo-saxonne.

Bien que le récit de Bède et les listes de rois donnent l'impression d'une royauté unique, le Kent est dirigé par deux rois durant une grande partie de son existence : le premier siège à Cantorbéry et gouverne la partie orientale du royaume, tandis que le second gouverne la partie occidentale depuis Rochester. Ce dernier occupe généralement une position subalterne vis-à-vis de son homologue, et le royaume apparaît le plus souvent comme une entité unique. Cette royauté partagée est particulièrement bien attestée au VIIIe siècle dans les chartes des successeurs de Wihtred, mais on en trouve également des traces avant cette date : les rois Hlothhere et Eadric émettent ainsi un code de lois ensemble.
En dépit de cette double royauté, l'unité du royaume de Kent n'est jamais remise en question. Ainsi, la titulature la plus répandue dans les chartes est simplement « roi du Kent » (rex Cantiae) ou « roi des hommes kentiques » (rex Cantuariorum). Les références à la royauté partagée sont l'exception plutôt que la règle : Sigered est ainsi titré « roi d'une moitié de la province des hommes kentiques » (rex dimidie partis prouincie Cantuariorum) dans une charte.
L'indépendance du royaume est menacée à partir des années 760 par le puissant Offa de Mercie. Les rois du Kent ne sont plus aussi libres qu'avant : leurs donations de terres se font désormais avec l'accord explicite d'Offa. En 764, celui-ci émet même une charte en son nom concernant un domaine situé dans le Kent, comme s'il s'agissait d'une simple province de son royaume. Cette domination mercienne semble connaître un coup d'arrêt après la bataille d'Otford, un affrontement entre les deux royaumes que la Chronique anglo-saxonne date de 776 sans en préciser l'issue. Dans la mesure où Offa n'apparaît plus sur les chartes kentiques connues entre cette date et 785, les historiens modernes considèrent généralement que cette bataille correspond à une révolte couronnée de succès des habitants du Kent contre le joug mercien, qu'ils auraient réussi à repousser pour près de dix ans,.
Le retour d'Offa se traduit par une soumission complète du Kent. Durant la décennie 785-796, on ne connaît aucun roi local, et toutes les chartes kentiques connues sont émises par Offa en son seul nom. À sa mort, en 796, le royaume recouvre brièvement son indépendance sous Eadberht Præn, mais le successeur d'Offa, Cenwulf, rétablit l'autorité mercienne dans la région, d'abord en confiant le royaume à son frère Cuthred, puis en l'administrant directement comme Offa de 807 à sa mort, en 821. Un dernier sursaut d'indépendance sous Baldred prend fin en 825. Après sa victoire sur la Mercie à la bataille d'Ellendun, le roi Ecgberht de Wessex envoie son fils Æthelwulf chasser Baldred et soumettre le Kent. Avec les autres royaumes du sud-est de l'Angleterre, le Kent forme un sous-royaume qui est confié à un fils du roi du Wessex jusqu'en 860.

## Liste des rois du Kent
| Nom | Dates de règne      | Dates de règne      | Dates de règne            | Notes |
| Nom | Yorke               | ODNB                | Keynes                    | Notes |
| --- | ------------------- | ------------------- | ------------------------- | --- |
| Hengist | —                   | 449 – 488 ?         | vers 455 – 488 ?          | Personnage légendaire. |
| Horsa | —                   | 449 – 455 ?         | —                         | Personnage légendaire. Frère de Hengist. |
| Œric ou Oisc | —                   | 488 ? – 512 ?       | 488 – 512 ?               | Personnage légendaire. Fils de Hengist selon Bède, son petit-fils selon l'Historia Brittonum et la Collection anglienne. Il donne son nom à la dynastie de Kent, les Oiscingas.                                                                           |
| Octa | —                   | vers 512 ?          | —                         | Personnage légendaire. Fils d'Oisc selon Bède, mais fils de Hengist et père d'Oisc selon l'Historia Brittonum et la Collection anglienne. |
| Eormenric | —                   | 550 × 600           | 512 ? – vers 560 ou après | Fils d'Octa ou d'Oisc, il est décrit comme « roi en Kent » par Grégoire de Tours. C'est le premier de sa lignée à se voir attribuer ce titre. |
| Æthelberht Ier | ? – 616             | après 589 ? – 616 ? | 560 ou vers 585 – 616     | Fils d'Eormenric, il est le premier roi chrétien du Kent. Considéré comme l'un des sept bretwaldas par la Chronique anglo-saxonne. Mort le 24 février 616.                                                                                                |
| Eadbald | 616 – 640           | 616 – 640           | 616 – 640                 | Fils d'Æthelberht Ier. Des chartes falsifiées impliquent qu'il aurait pu régner conjointement avec son père avant 616. Il règne peut-être ensuite avec son frère Æthelwald, dont l'existence est incertaine. Mort le 20 janvier 640.                      |
| Eorcenberht | 640 – 664           | 640 – 664           | 640 – 664                 | Fils d'Eadbald. Il règne peut-être conjointement avec son frère Eormenred, qui n'est connu que par la légende royale du Kent,. Mort le 14 juillet 664. |
| Ecgberht Ier | 664 – 673           | 664 – 673           | 664 – 673                 | Fils d'Eorcenberht. Mort le 4 juillet 673. |
| Hlothhere | 673/674 – 685       | 673 – 685           | 673 – 685                 | Fils d'Eorcenberht. Il règne conjointement avec son neveu Eadric avant d'être renversé par lui. Mort le 6 février 685. |
| Eadric | 685 – 687           | 685 – 686           | 685 – 686                 | Fils d'Ecgberht Ier. Il règne conjointement avec son oncle Hlothhere avant de le renverser avec l'aide des Saxons du Sud. Il est à son tour victime d'un raid des Saxons de l'Ouest Cædwalla et Mul.                                                      |
| Mul | 687                 | 686 – 687           | —                         | Frère de Cædwalla de Wessex, il meurt brûlé vif par ses sujets. |
| Swæfheard | 688 – 694           | vers 688 – vers 694 | —                         | Fils de Sæbbi, roi des Saxons de l'Est, il règne sur le Kent occidental. Il faut peut-être l'identifier au Suabertus (Swaberht) qui apparaît sur une charte à la même époque, à moins qu'il ne s'agisse d'un autre prince d'Essex.                        |
| Oswine | 688 – 690           | 688/689 – 690       | —                         | Membre de la famille royale d'ascendance inconnue, il règne sur le Kent oriental. Il est chassé du pouvoir par Wihtred. |
| Wihtred | 690/691 – 725       | 691 ? – 725         | 690 – 725                 | Fils d'Ecgberht Ier. Il règne d'abord sur le Kent oriental jusqu'à la disparition de Swæfheard, puis seul sur l'ensemble du royaume. |
| Æthelberht II | 725 – 762           | 725 – 762           | 725 – 762                 | Fils de Wihtred, il règne sur le Kent oriental. Sa mort est datée de 762 par la Chronique anglo-saxonne,. |
| Eadberht Ier | 725 – 762 ?         | 725 – 748           | 725 – 748                 | Fils de Wihtred, il règne sur le Kent occidental. Sa mort est datée de 748 par la Chronique anglo-saxonne. Un troisième frère, Alric, pourrait avoir partagé le pouvoir avec Æthelberht et Eadberht, mais il n'existe aucune trace de son éventuel règne. |
| Eardwulf | vers 747 – 762 ?    | 748 – avant 762     | 748 ? – 762 ou avant      | Fils d'Eadberht Ier, il règne sur le Kent occidental. |
| Le roi Offa de Mercie commence à exercer sa suzeraineté sur le Kent à partir du milieu des années 760. |                     |                     |                           | |
| Sigered | vers 762 – vers 764 | 762 × 765           | 762 ou avant – vers 764   | Il règne sur le Kent occidental sous la suzeraineté d'Offa. Son nom suggère un lien de parenté avec les rois des Saxons de l'Est. |
| Eadberht II | —                   | 762 × 763           | 762 – vers 764            | Ses chartes l'identifient à Eadberht Ier, mais il semble s'agir en fait d'un autre roi, qui règne sur le Kent oriental sous la suzeraineté d'Offa, et dont les chartes auraient été falsifiées pour l'identifier à son homonyme.                          |
| Eanmund | vers 762 – vers 764 | 763 × 764           | vers 764 – ?              | Il règne sur le Kent oriental sous la suzeraineté d'Offa. |
| Heahberht | vers 764 – vers 765 | 764                 | vers 765 ? – ?            | Il règne sur le Kent oriental sous la suzeraineté d'Offa. |
| Ecgberht II | vers 764 – vers 785 | 765 – 779           | vers 764 – 779 ou après   | Il règne sur le Kent occidental sous la suzeraineté d'Offa, puis peut-être sur tout le Kent après la défaite mercienne d'Otford en 776. |
| Ealhmund | vers 784            | 784                 | 784                       | Père supposé du roi Ecgberht de Wessex, il n'est connu que par une seule charte et une mention dans la Chronique anglo-saxonne,. |
| Offa de Mercie règne directement sur le Kent de 784 ou 785 à sa mort, en 796. |                     |                     |                           | |
| Eadberht Præn | 796 – 798           | 796 × 798           | 796 – 798                 | Exilé à la cour de Charlemagne du vivant d'Offa, il prend le contrôle du Kent à sa mort. Il est vaincu et capturé par Cenwulf, le successeur d'Offa. |
| Cuthred | 798 – 807           | 798 – 807           | 798 – 807                 | Il est placé sur le trône par son frère Cenwulf et règne sous sa suzeraineté jusqu'à sa mort. |
| Cenwulf de Mercie règne directement sur le Kent de 807 à sa mort, en 821. |                     |                     |                           | |
| Baldred | vers 823 – 825      | vers 823 × 827      | 821 ? – vers 825          | Peut-être placé sur le trône par Beornwulf, le successeur de Cenwulf, dont il pourrait être un parent. Il est détrôné par une armée envoyée par Ecgberht du Wessex.                                                                                       |
| Après la victoire du Wessex à la bataille d'Ellendun en 825, le Kent et les autres royaumes du sud-est de l'Angleterre forment un sous-royaume confié à Æthelwulf (825-839), puis Æthelstan (839 – vers 851) et enfin Æthelberht (vers 851 – 860). La pratique consistant à confier ce domaine à un autre membre de la maison de Wessex prend fin lorsque Æthelberht monte sur le trône du Wessex, en 860. |                     |                     |                           | |

## Arbre généalogique d'Eormenric à Eardwulf

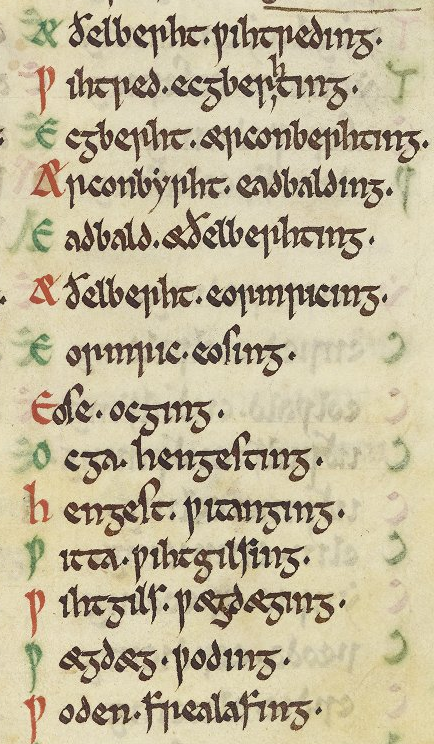
L'ascendance d'Æthelberht II dans le Textus Roffensis, un manuscrit du XIIe siècle qui comprend l'une des quatre recensions de la Collection anglienne.

- Eormenric, roi du Kent
  -  Æthelberht Ier, roi du Kent (mort en 616)
 ép. Berthe, fille du Mérovingien Caribert Ier
    -  Æthelburh, abbesse de Lyminge
 ép. Edwin, roi de Northumbrie
    -  Eadbald, roi du Kent (616-640)
 ép. Ymme, peut-être fille du Mérovingien Clotaire II
      - Eormenred
 ép. Oslafa
        - Eormenburh
 ép. Merewalh, roi des Magonsæte
          -  Mildthryth, abbesse de Minster-in-Thanet
          -  Mildburh, abbesse de Much Wenlock
          -  Mildgyth, abbesse en Northumbrie

        -  Æthelberht
        -  Æthelred
        - Æbbe, abbesse de Minster-in-Thanet

      -  Eanswith, abbesse de Folkestone
      -  Eorcenberht, roi du Kent (640-664)
 ép.  Seaxburh, abbesse d'Ely
        -  Ecgberht, roi du Kent (664-673)
          -  Eadric, roi du Kent (685-686/687)
          -  Wihtred, roi du Kent (690/691-725)
            -  Æthelberht II, roi du Kent (725-762)
            -  Eadberht Ier, roi du Kent (725-748)
              -  Eardwulf, roi du Kent (748?-762?)

            - Alric, roi du Kent ? (725-?)

        -  Hlothhere, roi du Kent (673-685)
        -  Eormenhild, abbesse de Minster-in-Thanet puis d'Ely
 ép. Wulfhere, roi de Mercie
        -  Eorcengota, abbesse de Faremoutiers